# Technisches Hilfswerk

Technisches Hilfswerk (THW) är en tysk katastrof- och räddningsmyndighet med heltidsanställda högre chefer, samordnare och utbildare och en insatsorganisation bestående av frivilliga med civil teknisk och yrkesmässig kompetens. Arbetsgivare är enligt lag tvungna att ge arbetstagare tjänstledigt för att genomföra frivilliga insatser inom ramen för THW. Dess föregångare var Technische Nothilfe vilken upplöstes 1945. THW grundades den 12 september 1950, ursprungligen med uppgiften att tillhandahålla teknisk stöd för civilförsvaret, dvs. skydd av civilbefolkningen i händelse av militära konflikter (civilskydd). 
Organisationen har drygt 80.000 frivilliga medverkande i 668 lokaler enheter och 1.800 anställda i centralorganisationen.

## Organisationens uppgifter och verksamhet
THW:s uppgifter och verksamhet omfattar:
- Teknisk hjälp inom civilskydd / civilförsvaret
- Internationell teknisk hjälp på uppdrag av tyska förbundsregeringen (t.ex. vid större naturkatastrofer så som jordbävningar eller utvecklingsinsatser i samarbete med UNHCR)
- Teknisk hjälp vid katastrofer, nödlägen och större olyckor på begäran av lokala eller federala myndigheter (t.ex. räddningstjänsten)
- Medverkan i forskningsprojekt inom räddningsväsen, katastrofskydd och civilskydd.

Eftersom skydd vid olyckor och katastrofer i Tyskland är huvudsakligen uppgift av kommunala myndigheter eller förbundsländerna agerar THW vid dessa som stödorganisation på begäran.

## Struktur
THW:s organisation består av: 
- en central ledningsorganisation
- 8 landsförband, som täcker en till tre tyska förbundsländer
- 66 regionalområden
- 668 lokala enheter

## Kompetensområden
THW:s lokala enheter är strukturerad i olika fackgrupper som tillhandahåller specifika kompetenser, bland annat: 

- Bärgning (B - Bergungsgruppe)[3]- finns i alla lokala enheter
  - allmän teknisk assistans och bärgning, också med hydrauliska och elektriska verktyg
- Nödförsörjning och Nödreparatur (N - Fachgruppe Notversorgung und Notinstandsetzung)[4]- finns i 75% av alla lokaler enheter
  - försörjning av personer och nödläger
  - elförsörjning och belysning
  - pumpning
  - transporter
- Röjning (R - Fachgruppe Räumen)[5] finns i 184 enheter
  - röjning t.ex. av vägar och byggnader med hjälp av hjullastare och grävmaskin
- Vattenfaror (W - Fachgruppe Wassergefahren)[6] - finns i 132 enheter
  - räddning vid t.ex. översvämningar med hjälp av båtar och andra flytande enheter
  - hjälp vid dammbygge
- Vattenskador / Pumpning (WP - Fachgruppe Wasserschaden/Pumpen)[7] - finns i 120 enheter
  - pumparbeten vid översvämningar
- El-Försörjning (E - Fachgruppe Elektroversorgung)[8] - finns i 87 enheter
  - el-försörjning
- Infrastruktur (I - Fachgruppe Infrastruktur)[9] - finns i 83 enheter
  - infrastrukturbygge inom el, vatten och gas
- Lokalisering (O - Fachgruppe Ortung)[10] - finns i 71 enheter
  - lokaliserar människor i t.ex. kollapsade byggnader med hjälp av spårhund eller tekniska hjälpmedel
- Tung bärgning (SB - Fachgruppe Schwere Bergung)[11]
- Sprängning (Sp - Fachgruppe Sprengen)[12] - finns i 46 enheter
- Dricksvatten (TW - Fachgruppe Trinkwasserversorgung)[13] - finns i 23 enheter
  - beredning av dricksvatten
- Oljesanering (Öl - Fachgruppe Ölschaden)[14]
  - sanering av oljeutsläpp vid vattendrag
- Brobygge (BrB - Fachgruppe Brückenbau)[15] - finns i 16 enheter
  - konstruktion av tillfälliga broar
- Insatsledning
- Kommunikation
- Logistik

Till skillnad från andra organisationer inom räddningsväsen har THW ingen större kapacitet inom sjukvård och brandsläckning, 
kan dock ge support med transport och pumpning av vatten.
För insatser i utlandet tillhandahåller THW
- snabbinsatsenhet bärgning i utlandet (SEEBA)
  - Urban sök och räddning (medium & heavy)
  - insatsförberedning på plats för andra enheter
  - självförsörjande på plats i 10 dagar
  - utrustning (15 ton) som går att transportera med linjeflygplan
- snabbinsatsenhet vattenförsörjning i utlandet  (SEEWA)
  - beredning av dricksvatten
- snabbinsatsenhet logistik / lufttransport (SEELift)
  - support för genomförandet av snabba lufttransporter av personal och material.
- Standing Engineering Capacity (SEC)
- High Capacity Pumping (HCP)
- Technical Assistance and Support Teams (TAST)
- Emergency Temporary Shelter (ETS)

Snabbinsatsenheter är i regel redo att lämna till sin destination inom sex timmar. 

## Bildgalleri

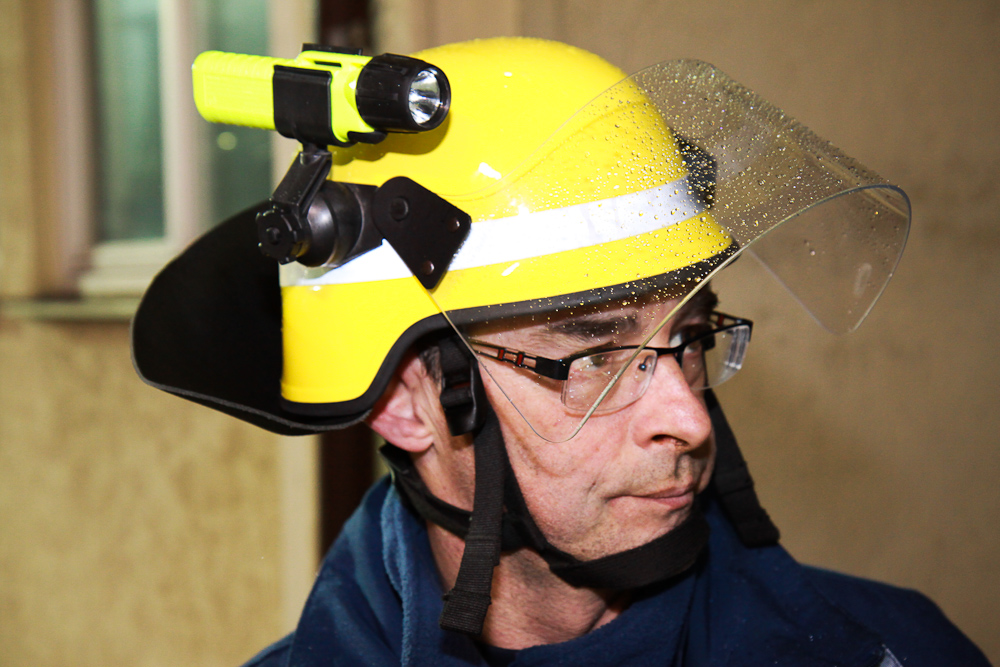
THW-man i hjälm med nackskydd, visir och lampa.
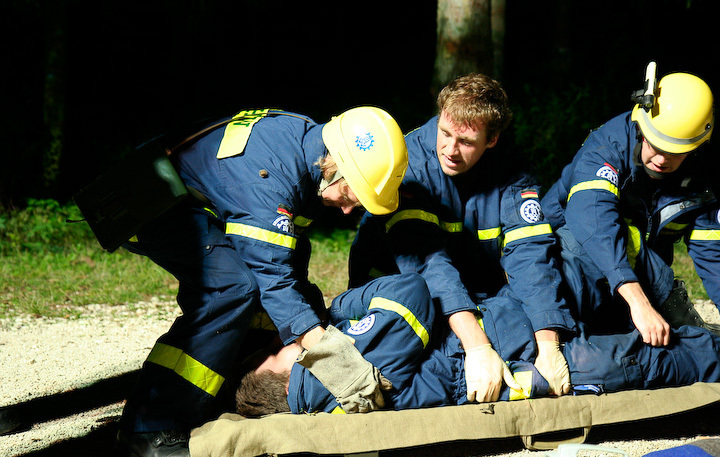
Sjukvårdsövning 2008.
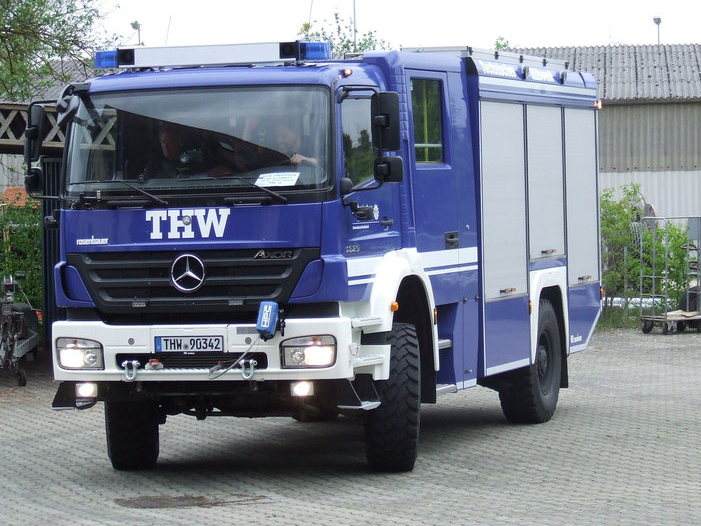
Insatsfordon
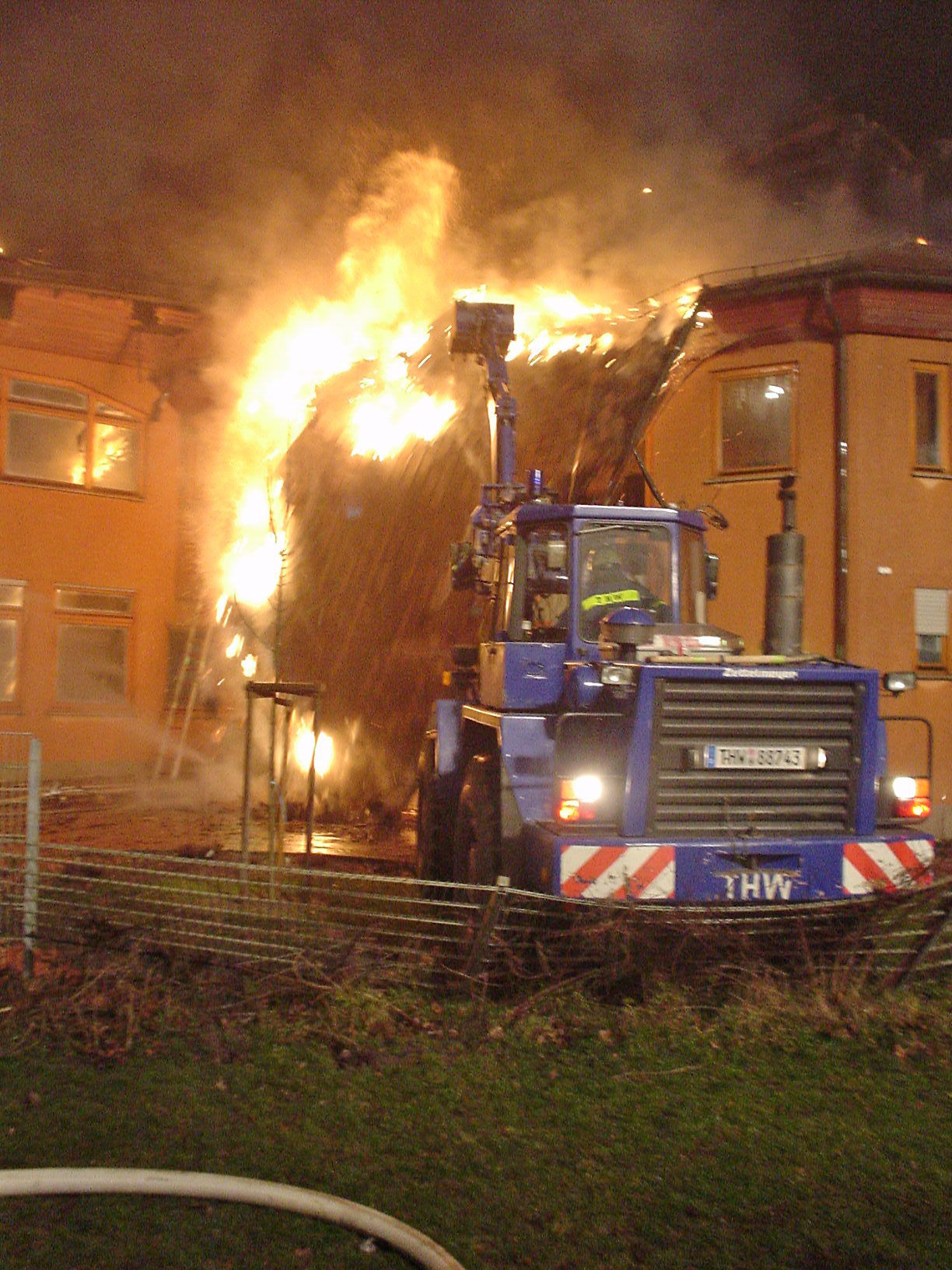
Hjullastare 2004.
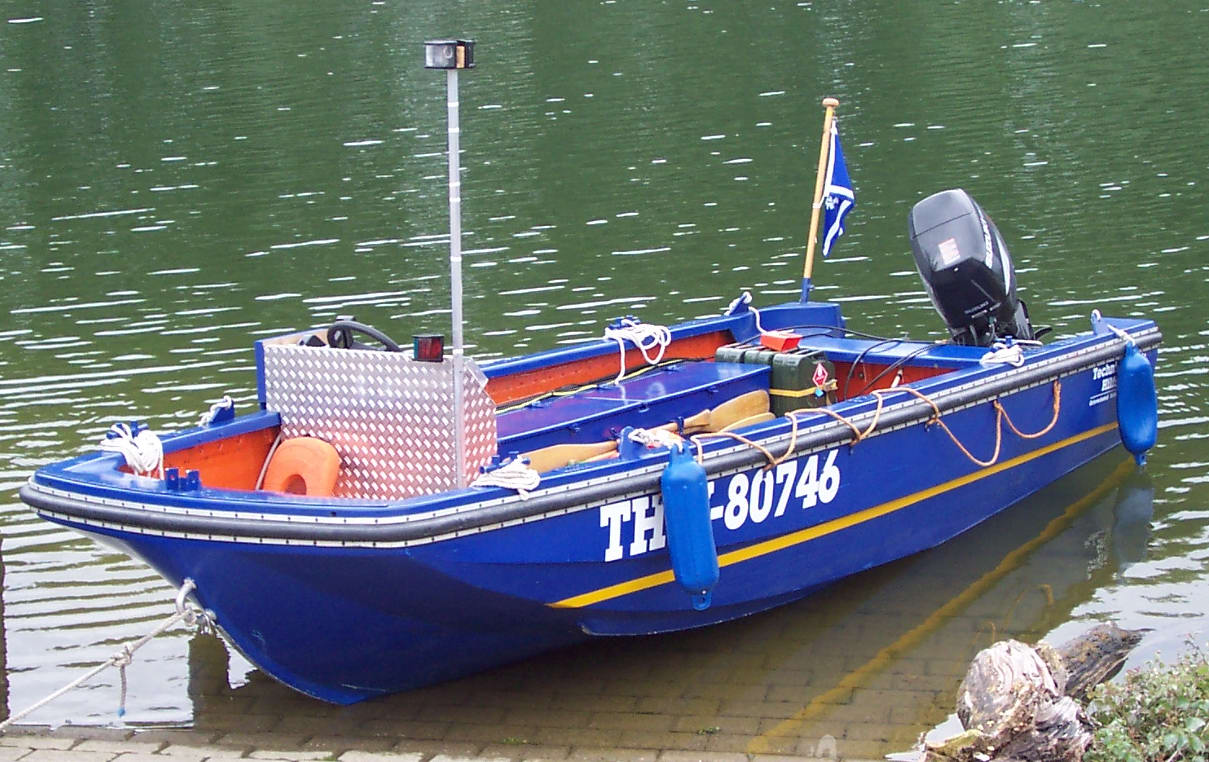
Insatsbåt